# Vera C. Bushfield

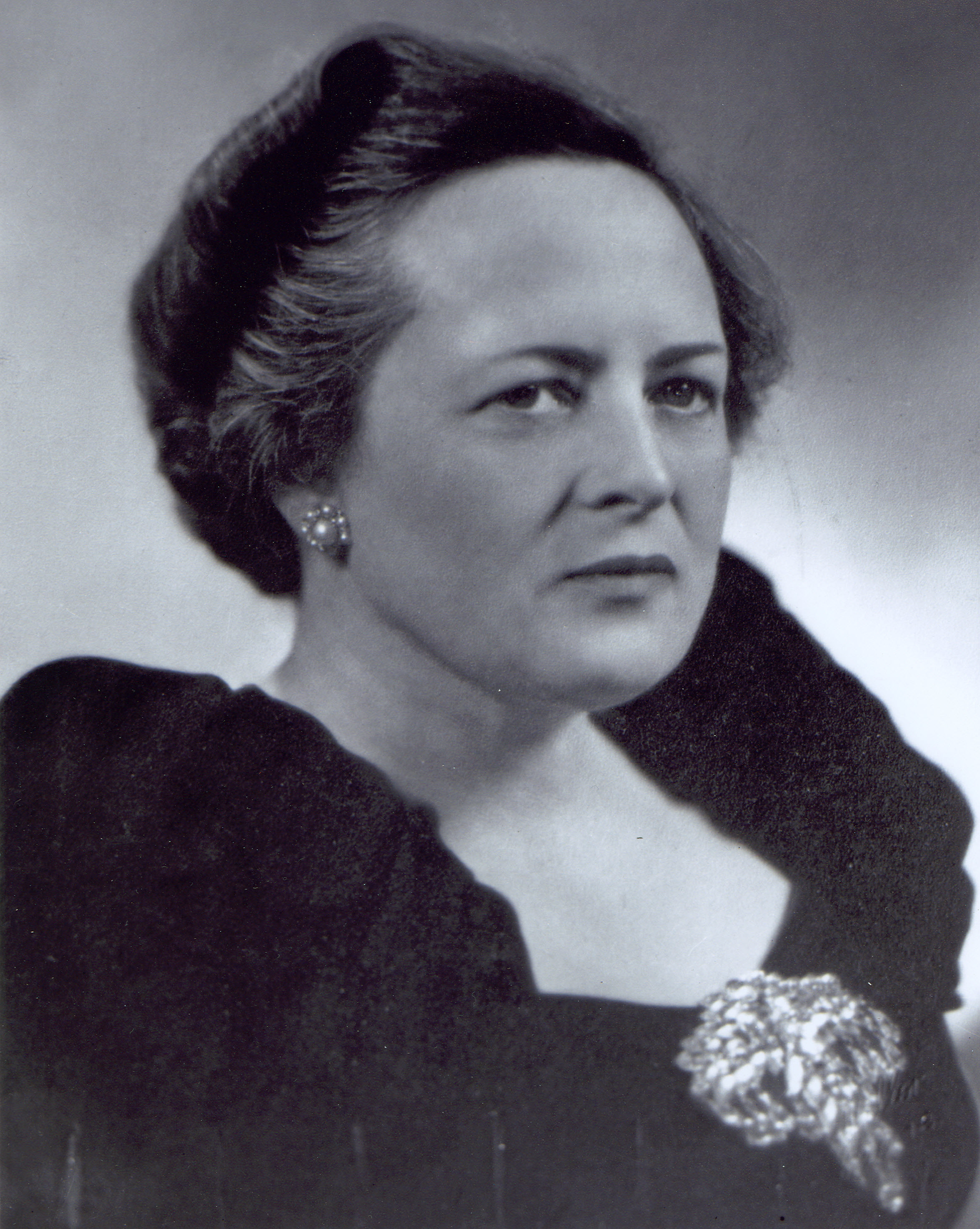
Vera C. Bushfield

Vera Cahalan Bushfield (* 9. August 1889 in Miller, Hand County, South Dakota; † 16. April 1976 in Fort Collins, Colorado) war eine US-amerikanische Politikerin der Republikanischen Partei.

## Leben
Nach der Schule machte sie ihren Abschluss auf der University of Wisconsin-Stout in Menominee, Wisconsin. Außerdem besuchte sie noch die Dakota Wesleyan University und die University of Minnesota.
Am 6. Oktober 1948 wurde sie als Kandidatin der Republikaner für den US-Senat nominiert, nachdem ihr Mann Harlan J. Bushfield wenige Tage zuvor gestorben war und somit sein Sitz neu besetzt werden musste. Sie diente im Senat für die restlichen Monate, die ihr Mann vor Ende seiner Amtszeit gestorben war, bis zum 26. Dezember 1948. Anschließend trat sie zurück; ihr Nachfolger wurde Karl Earl Mundt. Vera Bushfield starb im April 1976 im Alter von 86 Jahren und wurde in ihrem Geburtsort Miller beigesetzt.